# Ewa Kubicka
Ewa Maria Kubicka – polska matematyczka zajmująca się teorią grafów i matematyką ubezpieczeniową. Jest znana z wprowadzenia pojęcia konceptu chromatycznej sumy grafu, minimalnej możliwej sumy, gdy wierzchołki są oznaczone liczbami naturalnymi, bez dwóch sąsiednich wierzchołków mających jednakowe oznaczenia.

## Życiorys
Kubicka studiowała matematykę na Politechnice Wrocławskiej od 1974 r., gdzie w 1979 r. uzyskała tytuł magistra. W latach osiemdziesiątych wyjechała do Stanów Zjednoczonych. W 1989 roku na Western Michigan University uzyskała tytuł magistra informatyki i doktora nauk matematycznych. Jej pracę doktorską The Chromatic Sum and Efficient Tree Algorithms nadzorował Allen J. Schwenk. Została adiunktem na Emory University, a następnie w 1990 roku przeniosła się na University of Louisville, gdzie od 2004 roku jest profesorem zwyczajnym. W Louisville kieruje programem aktuarialnym i jest licencjackim doradcą w dziedzinie matematyki.
Ma liczbę Erdősa równą 1.